# PGC 213940
LEDA/PGC 213940 ist eine Galaxie im Coma Berenices am Nordsternhimmel, die schätzungsweise 303 Millionen Lichtjahre von der Milchstraße entfernt ist. Gemeinsam mit IC 3029 bildet sie ein gravitativ gebundenes Galaxienpaar.
Im selben Himmelsareal befinden sich u. a. die Galaxien NGC 4164, IC 3021, IC 3031, IC 3033.